# Lijst van rijksmonumenten in Minnertsga
De plaats Minnertsga (Bildts: Minnertska, Fries: Minnertsgea) telt 13 inschrijvingen in het rijksmonumentenregister. Hieronder een overzicht. 
| Object                                                                       | Oorspronkelijke functie? | Bouwjaar                                                                              | Architect | Locatie                                                   | Coördinaten?                  | Nr.?  | Afbeelding                                                                   |
| ---------------------------------------------------------------------------- | ------------------------ | ------------------------------------------------------------------------------------- | --------- | --------------------------------------------------------- | ----------------------------- | ----- | ---------------------------------------------------------------------------- |
| Great Folta                                                                  | Boerderij                |                                                                                       |           | Hearewei 25                                               | 53° 15' 7" NB, 5° 34' 12" OL  | 8633  | Upload foto                                                                  |
| Meinardskerk. Hervormde kerk en toren op verhoogd kerkhof                    | Kerk en kerkonderdeel    | oorspr. 13e eeuw 1505 (toren) 16e eeuw (herb.) 1818 (zadeldak toren) 1951-'55 (rest.) |           | Meinardswei 3                                             | 53° 15' 4" NB, 5° 35' 40" OL  | 8634  | Meer afbeeldingen                                                            |
| Great Lammema, hekpijlers                                                    | Erfscheiding             | 18e eeuw                                                                              |           | Hoarnestreek 9                                            | 53° 15' 35" NB, 5° 34' 15" OL | 8635  | Upload foto                                                                  |
| Woonhuis onder zadeldak tegen forse topgevel met beitelingen langs de zijden | Woonhuis                 | 18e eeuw                                                                              |           | Meinardswei 36                                            | 53° 15' 5" NB, 5° 35' 37" OL  | 8636  | Woonhuis onder zadeldak tegen forse topgevel met beitelingen langs de zijden |
| Terp                                                                         | Archeologisch monument   | verm. vroege middeleeuwen                                                             |           | bij Hearewei 25                                           | 53° 15' 7" NB, 5° 34' 13" OL  | 45228 | Upload foto                                                                  |
| Terp                                                                         | Archeologisch monument   | verm. vroege middeleeuwen                                                             |           | ten oosten van de Miedleane bij de Hermanawei             | 53° 15' 11" NB, 5° 36' 9" OL  | 45233 | Upload foto                                                                  |
| Terp                                                                         | Archeologisch monument   | verm. vroege middeleeuwen                                                             |           | ten westen van de Miedleane bij de Fjildleane             | 53° 15' 8" NB, 5° 36' 5" OL   | 45234 | Upload foto                                                                  |
| Terp                                                                         | Archeologisch monument   | verm. vroege middeleeuwen                                                             |           | ten zuiden van de Tjessingawei ca. 500 m buiten het dorp  | 53° 14' 43" NB, 5° 34' 44" OL | 45235 | Upload foto                                                                  |
| Terp                                                                         | Archeologisch monument   | verm. vroege middeleeuwen                                                             |           | ten noorden van de Binnemaleane bij de Miedleane          | 53° 14' 32" NB, 5° 36' 60" OL | 45236 | Upload foto                                                                  |
| Terp                                                                         | Archeologisch monument   | verm. vroege middeleeuwen                                                             |           | ten zuiden van de Binnemaleane bij de Miedleane           | 53° 14' 28" NB, 5° 37' 1" OL  | 45237 | Upload foto                                                                  |
| Terp                                                                         | Archeologisch monument   | verm. middeleeuwen                                                                    |           | aan de Hoarnestreek bij de Lange Dyk                      | 53° 15' 36" NB, 5° 34' 41" OL | 45241 | Upload foto                                                                  |
| Terrein met twee terpen                                                      | Archeologisch monument   | verm. middeleeuwen                                                                    |           | halverwege de Kromme Leane                                | 53° 15' 37" NB, 5° 35' 9" OL  | 45247 | Upload foto                                                                  |
| Terp                                                                         | Archeologisch monument   | verm. vroege middeleeuwen                                                             |           | ten noorden van de Tjessingawei ca. 500 m buiten het dorp | 53° 14' 48" NB, 5° 34' 44" OL | 45287 | Upload foto                                                                  |